# Óbánya

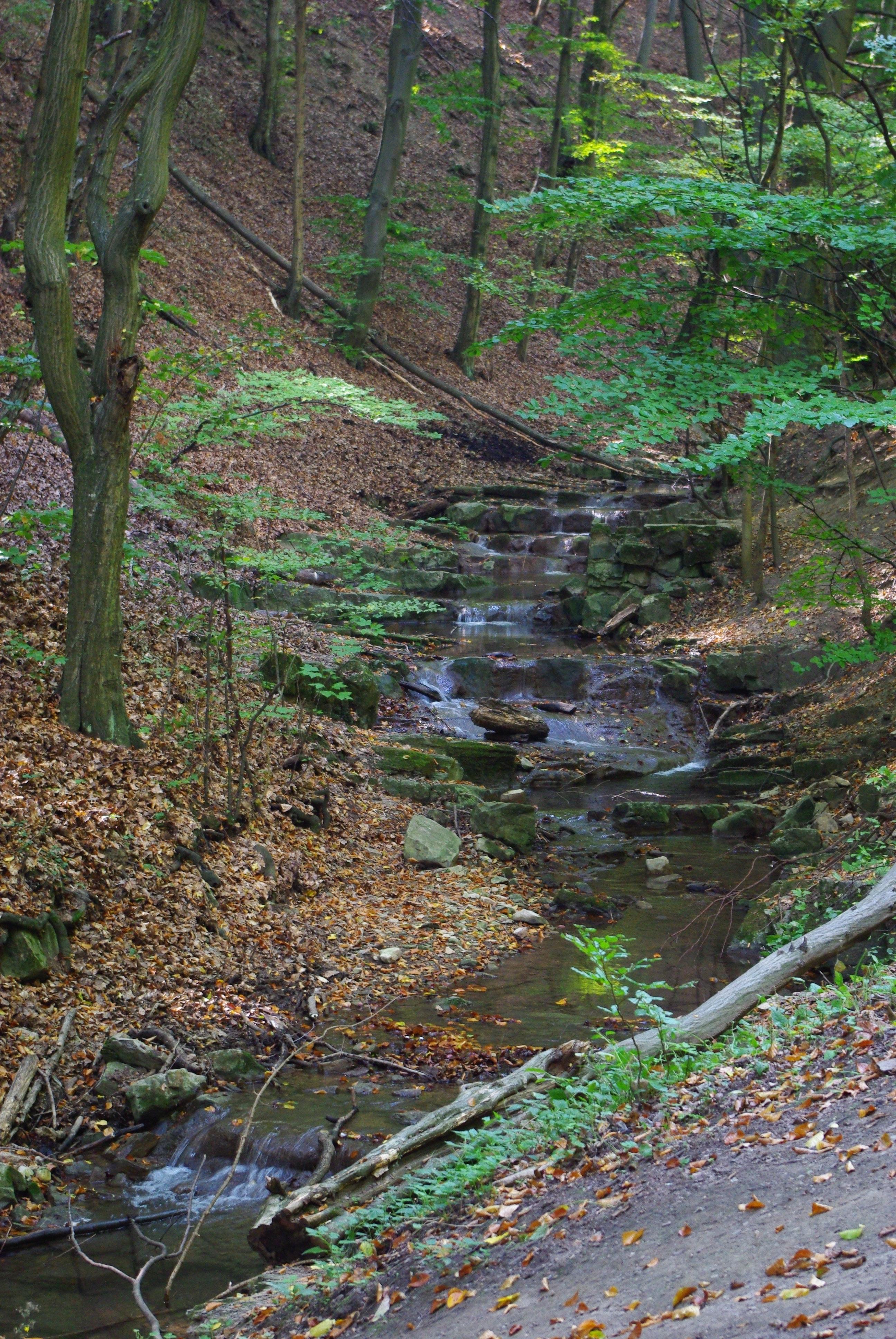
de oude beek vanaf Óbánya

Óbánya (Duits: Altglashütte) is een plaats (község) en gemeente in het Hongaarse comitaat Baranya. Óbánya telt 155 inwoners (2001), waarvan de meeste behoren tot de Donau-Zwaben: de meerderheid van de bevolking heeft als eerste moedertaal een Duits dialect. Het dorp is, evenals Mecseknádasd, bekend vanwege de pottenbakkers.
Óbánya is voor wandeltoerisme een aantrekkelijk punt. Langs de beek loopt door het bos een onverharde weg met een voetpad naar Kisújbánya (Duits: Neuglashütte). Het pad is voorzien van educatieve informatie. Halverwege ligt het voormalige natuurvriendenhuis, nu particulier bezit. Vlak voor het einde van dit pad bevindt zich een picknickplaats.